# Свобода (Белебеївський район)
Свобо́да (рос. Свобода, башк. Свобода) — присілок у складі Белебеївського району Башкортостану, Росія. Входить до складу Малиновської сільської ради.
Населення — 48 осіб (2010; 58 в 2002).
Національний склад:
- чуваші — 38 %
- росіяни — 38 %